# Cemophora
Cemophora is een geslacht van slangen uit de familie toornslangachtigen (Colubridae) en de onderfamilie Colubrinae.

## Naam en indeling
De wetenschappelijke naam van het geslacht werd voor het eerst voorgesteld door Edward Drinker Cope in 1860. De groep was lange tijd monotypisch en werd alleen vertegenwoordigd door de soort Cemophora coccinea. In 2017 echter werd een ondersoort van deze slang als een aparte soort erkend (Cemophora lineri) zodat het geslacht nu twee soorten telt.
De wetenschappelijke geslachtsnaam Cemophora komt uit het Oudgrieks en betekent vrij vertaald 'snuitdrager'; kēmos = snuit en phoros = dragend. De naam slaat op de vergrote rostrale schub aan de snuitpunt.

### Soorten
Het geslacht omvat de volgende soorten, met de auteur en het verspreidingsgebied.
| Naam               | Auteur                                    | Verspreidingsgebied |
| ------------------ | ----------------------------------------- | --- |
| Cemophora coccinea | Blumenbach, 1788                          | Verenigde Staten (Texas, Oklahoma, Arkansas, Louisiana, Mississippi, Alabama, Georgia, Florida, South Carolina, North Carolina, Tennessee, Kentucky, Illinois, Indiana, Virginia, Maryland, Delaware, New Jersey, Missouri |
| Cemophora lineri   | K.L. Williams, B.C. Brown, & Wilson, 1966 | Verenigde Staten (Texas) |

## Verspreiding en habitat
De soorten leven in delen van Noord-Amerika en komen endemisch voor in de Verenigde Staten. De slangen zijn aangetroffen in de staten Texas, Oklahoma, Arkansas, Louisiana, Mississippi, Alabama, Georgia, Florida, South Carolina, North Carolina, Tennessee, Kentucky, Illinois, Indiana, Virginia, Maryland, Delaware, New Jersey en Missouri.

## Beschermingsstatus
Door de internationale natuurbeschermingsorganisatie IUCN is aan een soort een beschermingsstatus toegewezen. Cemophora coccinea wordt beschouwd als 'veilig' (Least Concern of LC)